# Krilo (hokej na ledu)
Krilo (tudi Krilni napadalec) je hokejski igralni položaj v napadu.
Krila praviloma v napadu krenejo ob straneh hokejske ploskve, po čemer so dobila svoje ime. V običajni in najpogostejši postavitvi sta na ledu dve krili, levo in desno. V napadu se krilo postavlja v bližino nasprotnikovega gola, pogosto se z drsanjem brez ploščka poskušajo odkrivati ali vezati več nasprotnikovih hokejistov nase, da ostane eden od soigralcev sam. V obrambi poskušajo ovirati podaje med nasprotnikovima branilcema visoko v svoji obrambni tretjini, kjer tudi čakajo na priložnost za hiter protinapad. Pogosto tudi ovirajo izgradnjo nasprotnikovega napada že v svoji napadalni ali nevtralni tretjini. 